# فرناندو ديل فالي
فرناندو ديل فالي (بالإنجليزية: Fernando del Valle)‏ (و. 1964  م) هو مغني أوبرا، ومغني أمريكي، ولد في نيو أورلينز، يستخدم آلات تينور.

## التعليم
تعلم في جامعة تولين، وتعلم في جامعة ساوثرن ميثوديست، وتعلم في ثانوية الأخ مارتن ‏
.

## روابط خارجية
- فرناندو ديل فالي على موقع أول ميوزيك (الإنجليزية)
- فرناندو ديل فالي على موقع ديسكوغز (الإنجليزية)